# Biblioteca patrimoniale e di studi
La Biblioteca patrimoniale e di studi è una biblioteca comunale classificata, ovvero una biblioteca che per il diritto francese riveste uno statuto particolare. È situata al numero civico 3 di Rue de l'école de droit a Digione, nel dipartimento della Côte d'Or. Fa parte della rete comunale di otto biblioteche presenti sul territorio cittadino.
L'edificio è stato iscritto ai monumenti storici attraverso diversi decreti. In particolare con il decreto del 10 novembre 1925 vennero iscritte la cappella e la porta seicentesca mentre il pozzo dell'amore, presente all'interno della corte, con decreto del 9 giugno 1927. La Sala Boullemier nonché quella del Mappamondo e delle Memorie vennero inserite con il decreto del 12 ottobre 1972. Infine, la Sala delle Valute con il suo decoro del soffitto, venne iscritta con decreto del 10 febbraio 1990.

## La Storia
Nel 1581, Odinet Godran, presidente del Parlamento di Digione, fece dono del suo palazzo all'ordine dei Gesuiti permettendo anche la costruzione di un collegio che avrebbe portato il suo nome. Il collegio accolse studenti del calibro di: Jacques-Bénigne Bossuet, Georges-Louis Leclerc de Buffon, Jean-Philippe Rameau. Grazie ad una donazione di Pierre Févret nel 1708, fu la prima biblioteca pubblica ad aprire a Digione.
Nel XVIII secolo, si assiste all'espulsione dei gesuiti dal territorio attraverso una serie di decisioni prese da diversi stati cattolici che ne proibirono le attività, che sciolsero le loro istituzioni e confiscarono i loro beni. Fu proprio in questo periodo, in particolare nel 1763, che il collegio dei Gesuiti passò sotto l'amministrazione reale.
Il primo bibliotecario designato fu Charles Boullemier, che ebbe l'arduo compito di unire insieme le biblioteche gesuitiche e pubbliche, per un equivalente di 16 000 volumi, classificando ed integrando, in seguito, le 25 000 opere provenienti dalle confische rivoluzionarie. Tra queste ultime opere figurano i famosi manoscritti dell'Abbazia di Cîteaux, che fanno di questa biblioteca il primo fondo antico della Borgogna.

## Architettura

### Il portale
Nel XVII secolo, vi si accedeva tramite due entrate principali: o attraverso la cappella dei Gesuiti del collegio Godrans, oppure attraverso il monumentale portale in quercia scolpita. Questo portale a doppio ventaglio venne realizzato dall'archittetto e disegnatore dell'ordine dei Gesuiti, Étienne Martellange e del maestro falegname di Digione, Pierre Dubois, responsabile anche della creazione della decorazione della cappella. Venne classificato come monumento storico attraverso il decreto del 10 novembre 1925 e fu restaurato nel giugno 2015.

### Il pozzo dell'amore
Il pozzo dell'amore fu costruito nel 1543 nel cortile di un palazzo privato situato in Rue Amiral-Roussin. Venne trasferito per la prima volta nel cortile del Palazzo di Giustizia ma nel 1947 venne installato nella corte dove è possibile vederlo ancora oggi. 
Il pozzo venne iscritto nell'elenco dei monumenti storici con decreto del 9 giugno 1927.

### Le sale

#### Sala Boullemier
La Sala Boullemier, è caratteristica dello stile del XVIII secolo. Prende il nome da Charles Boullemier, colui che riorganizzò gli spazi del primo piano per trasformarli nei depositi della biblioteca. Maestosa, la sala, è progettata sul modello della Biblioteca Reale parigina con la sua piccola galleria di passaggio.

#### Sala delle valute
La sala delle valute si trova nella parte superiore dell'edificio, dove gode di un'ottima illuminazione naturale e di un'attenta conservazione; si articola in una lunga galleria con mensole a muro.
Venne costruita e decorata tra il 1654 e 1657 e la sua architettura riflette i modelli in auge del periodo. Il suo soffitto a cassettoni dipinto, venne realizzato dai maestri falegnami Claude Sambin e Michel Guillaume, ed è decorato con motivi i floreali, dagli stemmi del fondatore (Odinet Godran) e dei donatori (Bernard Martin, Anne Boulier e Louis Laisné de la Margueurie), nonché motti tipici dell'età moderna.

#### Sala del mappamondo e della tomba
Si tratta di una delle sale storiche del primo piano in cui è esposto il grande mappamondo di padre Louis Legrand. La scaffalatura fu realizzata a cavallo tra il XVIII e il XIX secolo.

#### Sala lettura
La sala di lettura fu allestita nel 1909 nell'antica cappella del collegio, costruita da Étienne Martellange ed inaugurata nel 1617. Il suo portale monumentale a doppia anta scolpita è opera dell'ebanista Pierre Dubois. L'interno della cappella presenta decorazioni dipinte e scolpite.

#### Sala delle memorie
Si tratta di uno delle sale storiche del primo piano, i cui scaffali furono allestiti tra la fine del XVIII secolo e l'inizio del XIX secolo.

#### Sala del Nautilo
Questa stanza, metallica e funzionale, chiamata Nautilus, testimonia la preoccupazione per lo spazio e il primato della conservazione sull'estetica nel XX secolo.

## Archivi e manoscritti
La biblioteca ospita una ricca e variegata collezione di documenti che copre un periodo che va dal IX secolo ai giorni nostri. Comprende un'ampia gamma di risorse tra cui manoscritti provenienti dalle abbazie di Cïteaux e Saint-Bénigne ed archivi tra cui quelli di Henri Vincenot, Jules Legras e Edouard Estaunié. 

### I manoscritti di Citeaux, un tesoro della biblioteca

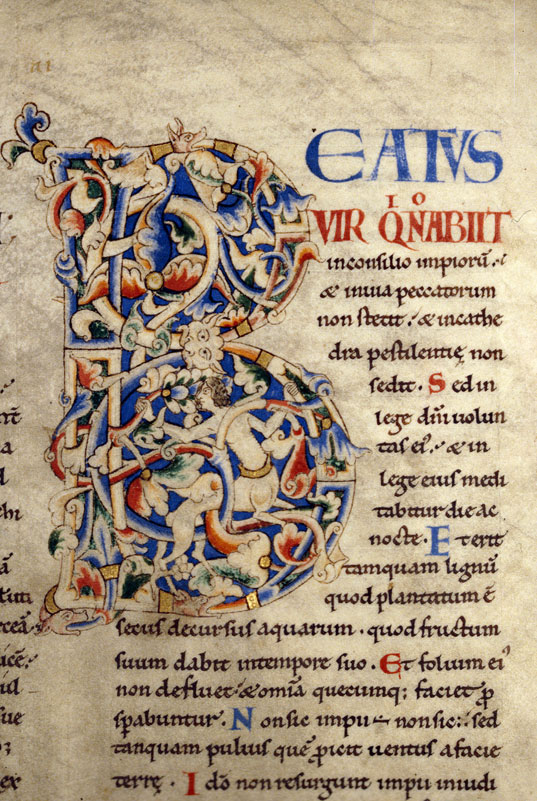
Iniziale miniata della Bibbia di Etienne Harding

Dalla Rivoluzione francese, la biblioteca municipale ospita un inestimabile tesoro medievale proveniente dall'abbazia dei monaci di Cîteaux. 
Le opere più importanti di questa collezione sono i manoscritti del primo scriptorium, risalente agli inizi del XII secolo. Tra i manoscritti più importanti si annoverano la Bibbia di Etienne Harding, i Moralia in Job di papa Gregorio il Grande, il commentario su Isaia di San Girolamo, il breviario ed altri libri liturgici quali l'epistolario, evangeliario, sacramentario, martirologio e collettario propri dell'abbazia.

### Conservazione e valorizzazione, la campagna di numerizzazione
Oltre 650 manoscritti sono stati digitalizzati e possono essere consultati online. La biblioteca offre una lista completa di dei documenti di archivio e manoscritti, nonché un formulario di ricerca che permette di svolgere indagini più specifiche. L'inventario della collezione di manoscritti è da considerarsi completo e queste pagine vengono aggiornate regolarmente. Per quanto riguarda i manoscritti provenienti da Citeaux, 80 tra i più importanti, copiati e miniati nell'abbazia nel corso del XII secolo, sono disponibili online sul I manoscritti digitalizzati.

## Altri fondi documentari
- Fondo patrimoniale di documenti relativi alla gastronomia e al vino.[6]
- Fondo dedicato alla Borgogna e Digione.
- Raccolta di menu[7], di cui quasi 1 200 presentati dallo storico chef delle cucine dell'Eliseo, Guillaume Gomez.

## Rete di biblioteche
- Mediateca di Champollion.
- Biblioteca detta "centre-ville jeunesse".
- Biblioteca Fontaine d'Ouche.
- Biblioteca Maladière.
- Biblioteca Mansart.
- Biblioteca detta "La Nef".
- Biblioteca patrimoniale e di studi.
- Mediateca di Port du Canal.